# Gregorio Blasco
Gregorio Blasco Sánchez (* 10. Juni 1909 in Mundaka, Spanien; † 31. Januar 1983 in Mexiko-Stadt, Mexiko), auch bekannt unter dem Spitznamen „Goyo“, war ein spanischer Fußballtorwart baskischer Abstammung, der später auch die mexikanische Staatsangehörigkeit angenommen hatte.

## Biografie

### Spanien
„Goyo“ Blasco begann seine Fußballkarriere in den Nachwuchsmannschaften von Acero de Olabeaga. Mit 18 Jahren hatte er sich bereits zum Stammtorhüter der ersten Männermannschaft hervorgearbeitet und bestach in einem Spiel um die Regionalmeisterschaft der Saison 1927/28 gegen den haushohen Favoriten Athletic Bilbao durch erstklassige Paraden, die eine Sensation zur Folge hatten: Acero besiegte Bilbao!
Die Verantwortlichen von Athletic Bilbao waren von seiner Leistung derart überzeugt, dass sie ihn noch vor Ende der laufenden Meisterschaft verpflichteten. Sein Debüt in den Reihen seines neuen Arbeitgebers gab Blasco am 26. Februar 1928 in einem Spiel um die Copa del Rey gegen Real Madrid.
Im Laufe der Jahre entwickelte Gregorio Blasco sich zum ersten Startorhüter des Athletic Club de Bilbao und gilt noch heute als einer der besten Torhüter, der je das Tor des größten baskischen Fußballvereins gehütet hatte. Bei diesem Verein spielte er bis zum Ausbruch des Spanischen Bürgerkriegs im Sommer 1936 und wurde mit ihm je viermal spanischer Meister und Pokalsieger. Im selben Zeitraum kam er fünfmal für die spanische Fußballnationalmannschaft zum Einsatz.

### Mexiko
Durch den Bürgerkrieg kam der organisierte Fußball in Spanien für zwei Jahre zum Erliegen und die besten baskischen Spieler schlossen sich in einer baskischen Fußballauswahlmannschaft zusammen, die eine Tournee durch Europa und Amerika startete und in der Saison 1938/39 unter der Bezeichnung CD Euzkadi in der mexikanischen Meisterschaft mitwirkte. Die Mannschaft löste sich 1939 nach Beendigung des Bürgerkriegs in Spanien auf und ihre Spieler, von denen viele nicht nach Spanien zurückkehrten, zerstreuten sich in alle Richtungen.
Blasco heuerte zunächst beim mexikanischen Hauptstadtverein Real Club España an, wechselte 1940 für kurze Zeit auf Leihbasis zum argentinischen Spitzenclub River Plate und kehrte bald darauf zum Club España zurück, mit dem er dreimal (1940, 1942 und 1945) mexikanischer Meister und 1944 Pokalsieger wurde. In den Jahren 1944 und 1945 gewann er zudem den mexikanischen Supercup.
Nach diesen Triumphen wechselte er zum Stadtrivalen CF Atlante, mit dem er in der Saison 1946/47 noch einmal die mexikanische Meisterschaft gewann.
Blasco blieb auch nach seiner aktiven Karriere in Mexiko, wo er am 31. Januar 1983 im Alter von 73 Jahren verstarb.

## Erfolge
- Spanischer Meister: 1930, 1931, 1934, 1936
- Spanischer Pokalsieger: 1930, 1931, 1932, 1933
- Mexikanischer Meister: 1940, 1942 (Primera Fuerza), 1945, 1947 (Primera División)
- Mexikanischer Pokalsieger: 1944
- Mexikanischer Supercup: 1944, 1945